# Welcome Danger
Welcome Danger is een Amerikaanse filmkomedie uit 1929 met in de hoofdrol Harold Lloyd. Het was de eerste geluidsfilm van Harold Lloyd. 

## Plot
Harold Bledsoe, een botanie-student, wordt teruggeroepen naar huis in San Francisco, waar zijn overleden vader politiechef was, om te helpen bij het onderzoeken van een misdaadgolf in Chinatown.

## Rolverdeling
| Acteur               | Personage            |
| -------------------- | -------------------- |
| Harold Lloyd         | Harold Bledloe       |
| Barbara Kent         | Billie Lee           |
| Noah Young           | Patrick Clancy       |
| Charles B. Middleton | John Thorne          |
| Will Walling         | Captain Walton       |
| Edgar Kennedy        | Police Desk Sergeant |
| James Wang           | Chang Gow            |
| Douglas Haig         | Buddy Lee            |
| Blue Washington      | Thorne's Henchman    |